# من گنجشک نیستم
من گنجشک نیستم نام سومین رمان مصطفی مستور است.

## داستان
«من گنجشک نیستم» داستان روزمرگی‌های مردی است که خواهرش برای معالجه، او را به مجتمع درمانی سپرده و در حال حاضر او ساکن طبقه نهم و واحد ۹۰۲ از این تیمارستان است. راوی به خاطر مرگ همسرش افسانه (وقت وضع حمل) و فرزندش، سردردهای عجیبی دارد و گاهی وقت‌ها کله‌اش داغ می‌شود …

## شخصیت‌های اصلی داستان
- امیر ماهان
- امیر نوری
- دانیال نازی
- یاقوت آسیابان
- کوهی
- مخمل
- تاجی خوشگله

## سبک روایت
داستان به سبک اول شخص روایت می‌شود.

## انتشار
این کتاب اولینبار در سال ۱۳۸۸ توسط نشر مرکز منتشر شد. من گنجشک نیستم بارها تجدید چاپ شده‌است.